# Chery Fulwin II
El Chery Fulwin 2 es un automóvil de turismo del Segmento B, del fabricante chino Chery; posee una carrocería tipo liftback, misma que le permite tener una mayor capacidad de carga y facilidad de acceso a la misma. Es el sucesor del Chery Cowin, pero al momento, ha sido sucedido por el New Fulwin o también conocido como Fulwin FL, y en Brasil como Chery Celer; éste ha recibido cambios en la parte frontal, posterior y en sus interiores los mismos que han sido totalmente renovados, fabricado en 2 versiones sedán y hatchback. El coche fue presentado por primera vez en el Salón del Automóvil de Beijing 2008. Entre sus rivales se encuentra el FAW Oley, JAC J3, Honda Amaze, Nissan March, Toyota Etios y Suzuki Swift.
También se fabrica en Ucrania, a partir de 2011, por AvtoZAZ, con el nombre de ZAZ Forza; y en Brasil en las instalaciones propias de Chery ubicadas en Jacareí.

## Motor
- Motor L4, SOHC, ACTECO SQR477F
- Válvulas 16
- Cilindrada 1497 cc (1.5 l)
- Potencia 107 HP @ 6000 rpm
- Par máximo 140 nm @ 3000 rpm
- Velocidad máxima 170 kph
- Consumo mixto  13,2 km/lt

## Dimensiones (Sedán)
- Largo (mm) 4333
- Ancho (mm) 1686
- Alto (mm) 1492
- Distancia entre ejes (mm) 2527
- Distancia mínima al suelo (mm) 130
- Capacidad del tanque de combustible (l) 50
- Capacidad portaequipaje (l) 450 ampliable a 1450

## Seguridad
- Llave codificada (sistema antirrobo)
- Inmovilizador
- Barras de acero laterales en las 4 puertas
- Airbags (2 delanteros)
- Anclajes ISOFIX
- Jaula de seguridad en el habitáculo con alto rendimiento en antideformación
- Vigas anticolisión delanteras y traseras con absorción de energía
- Columna de dirección colapsable
- Función de desbloqueo automático de puertas en caso de colisión Can-Bus
- Sistema ABS+EBD
- Alarma de puerta abierta, olvido de llave en switch y luces encendidas
- Sistema Follow Me Home
- Carrocería con zona de deformación programada
- Guarda choques con sistema de absorción de impacto
- Apoya cabezas delanteros y traseros regulables en altura
- Seguro para niños en puertas posteriores
- Sistema de desbloqueo automático en puertas en caso de colisión
- Cierre y apertura remota a distancia de puertas y maletero
- Limpia parabrisas con regulación de tiempo (intermitente)
- Faros antiniebla delanteros y traseros

## Galería de fotos

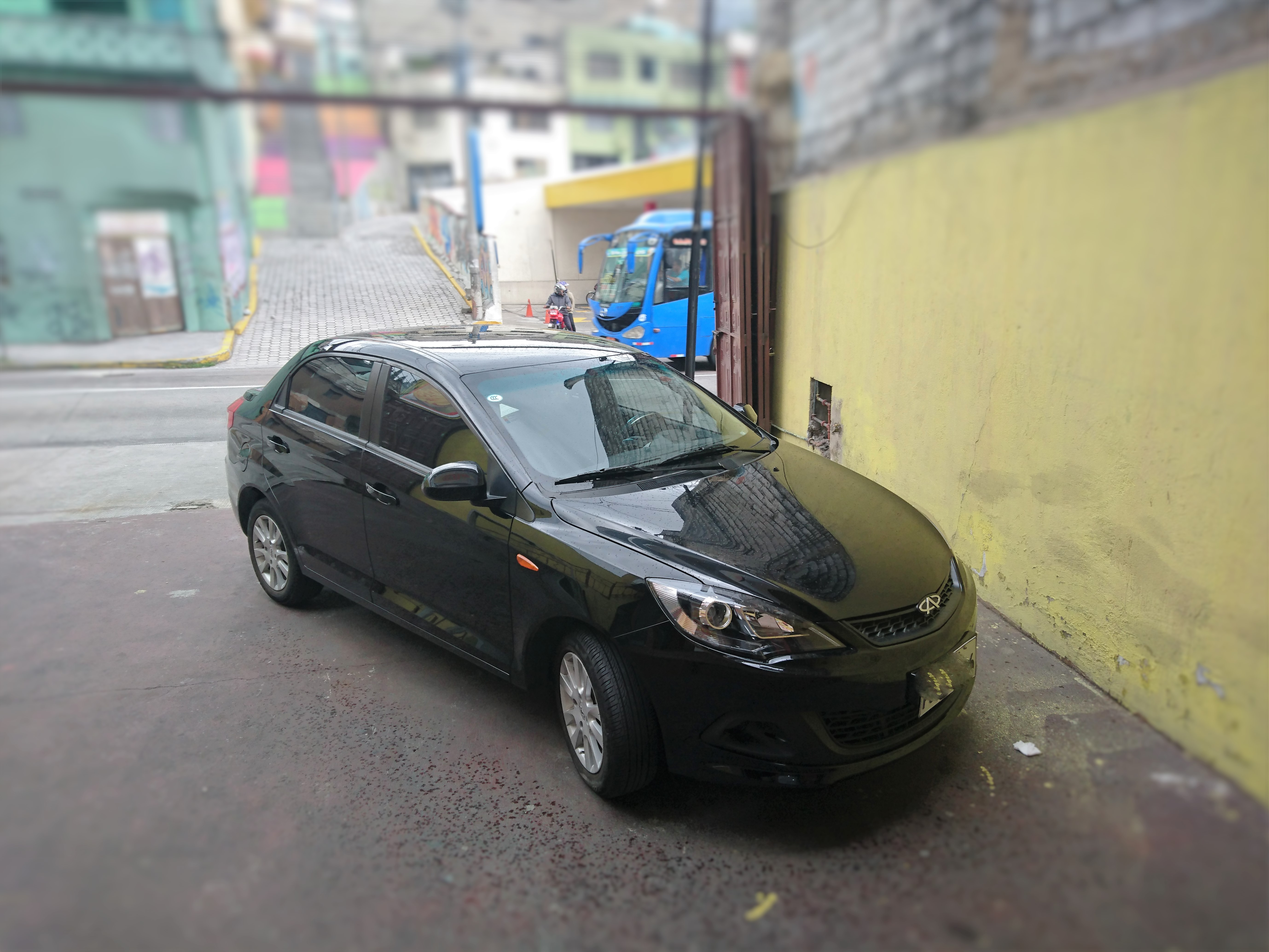
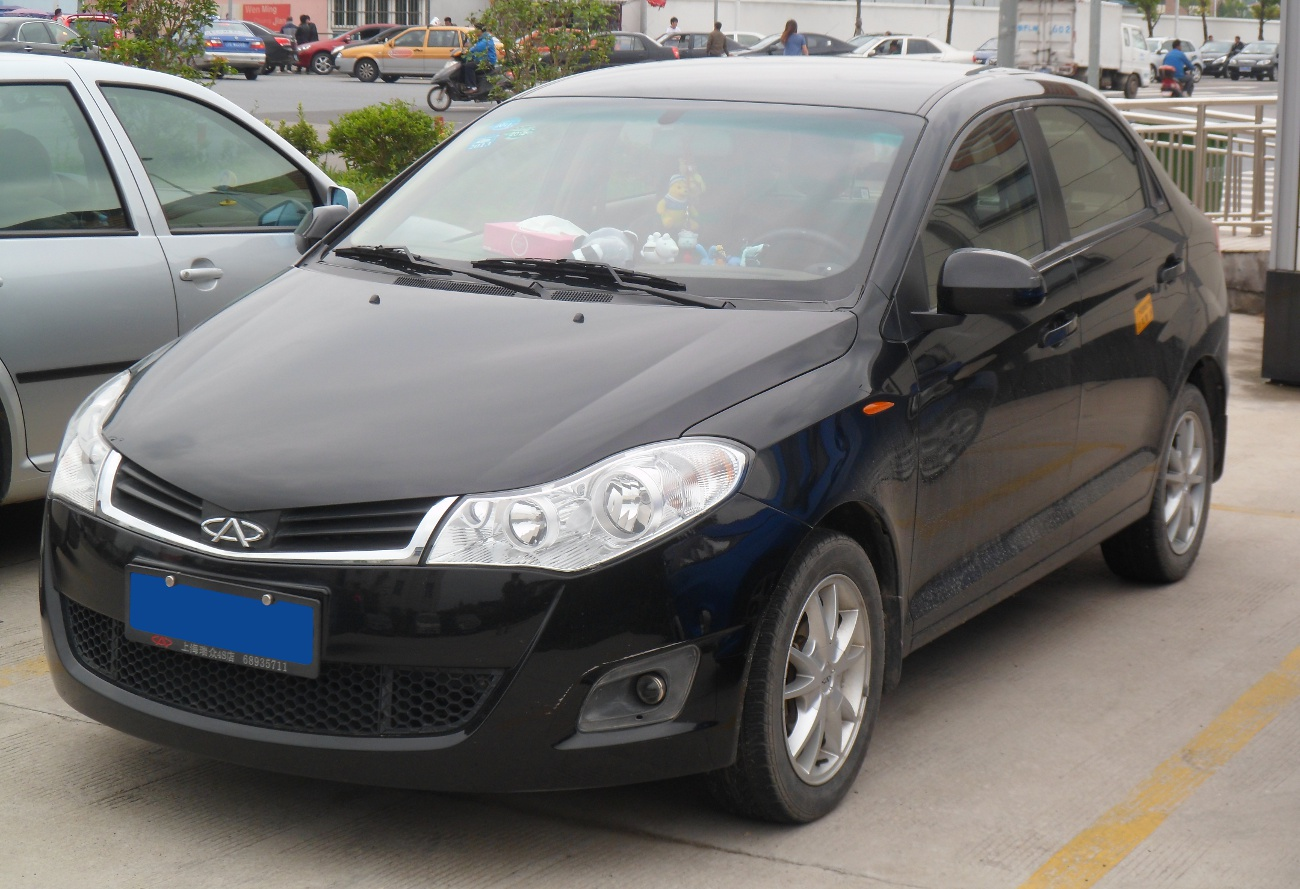
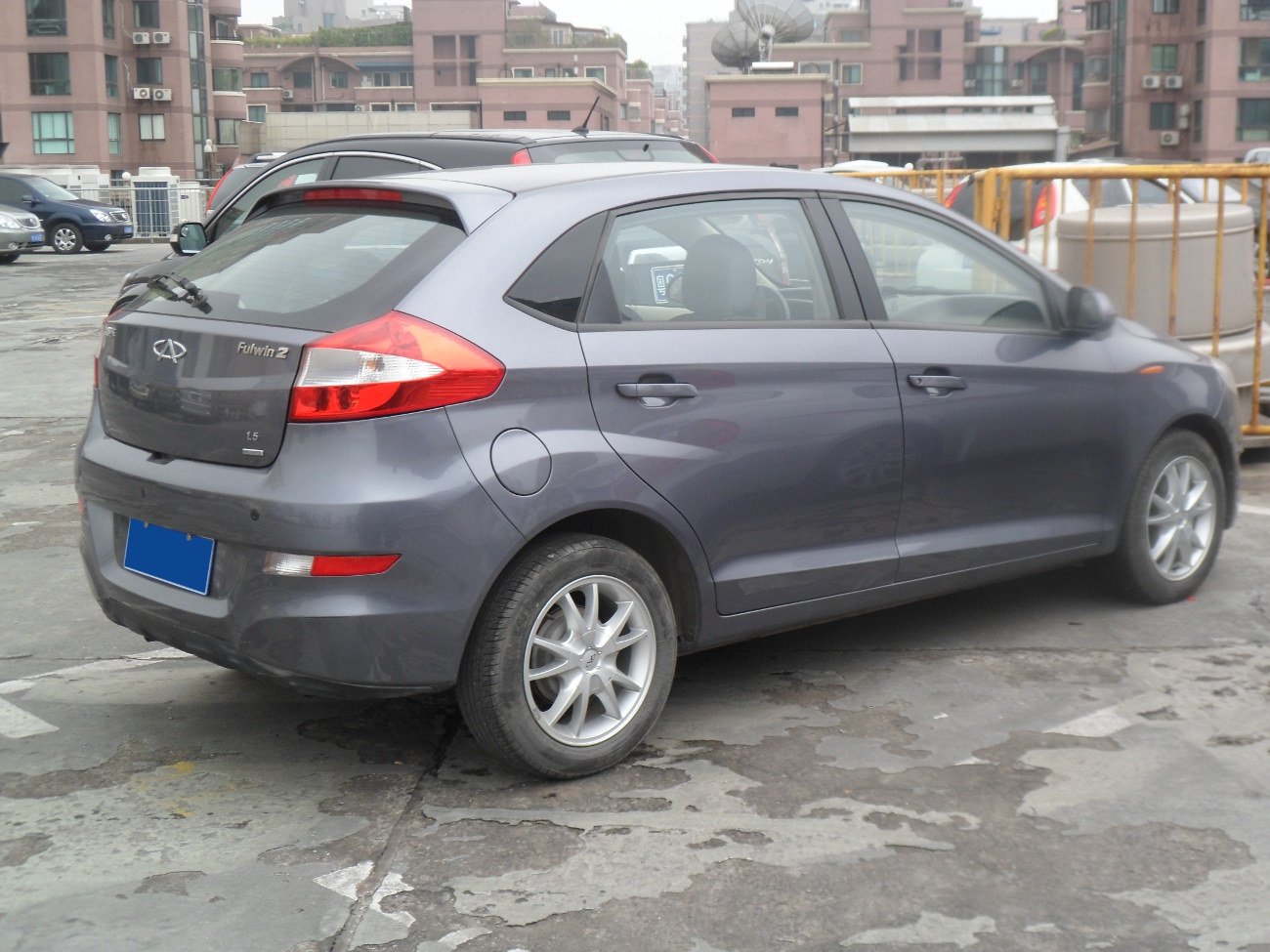
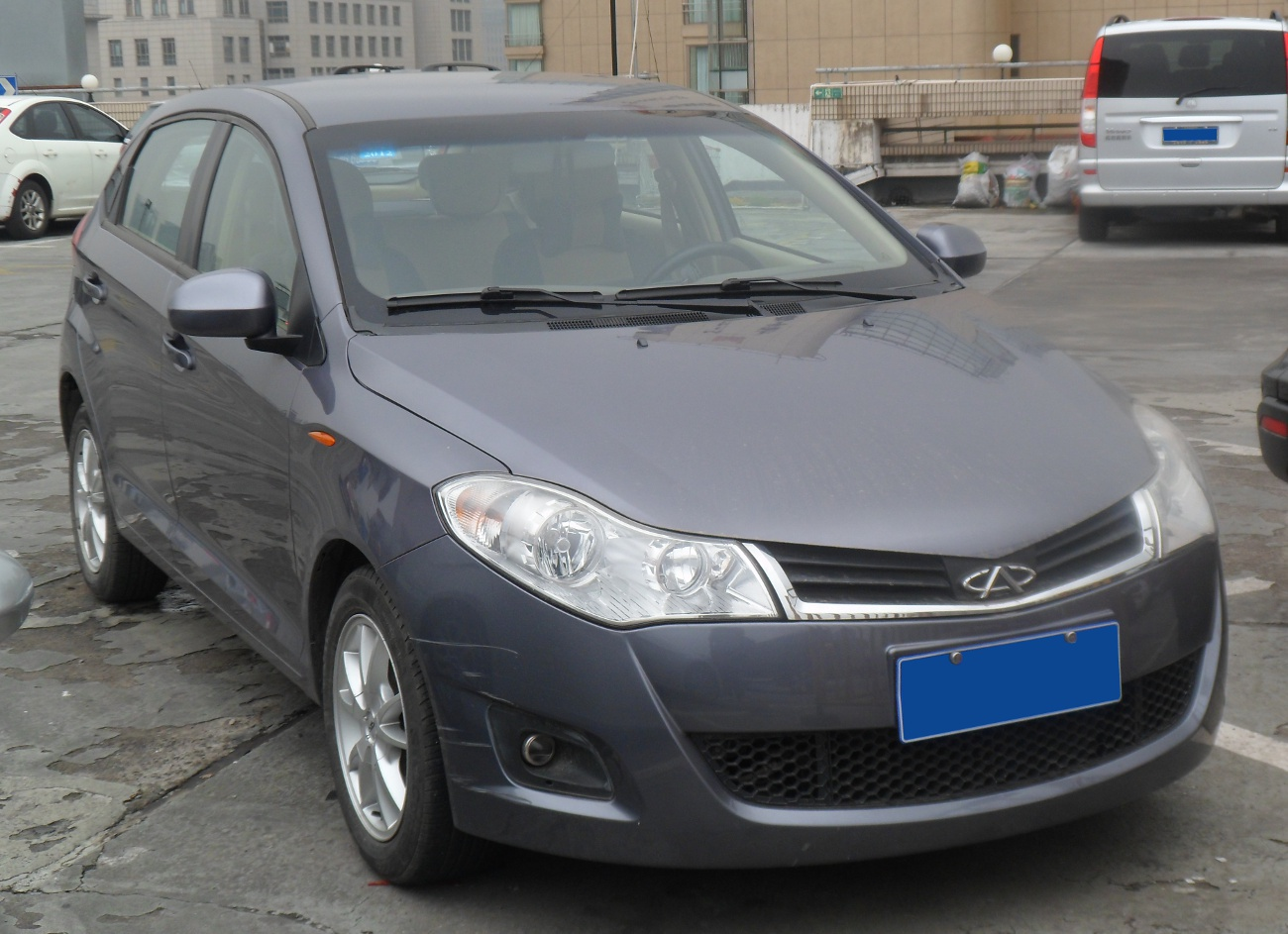
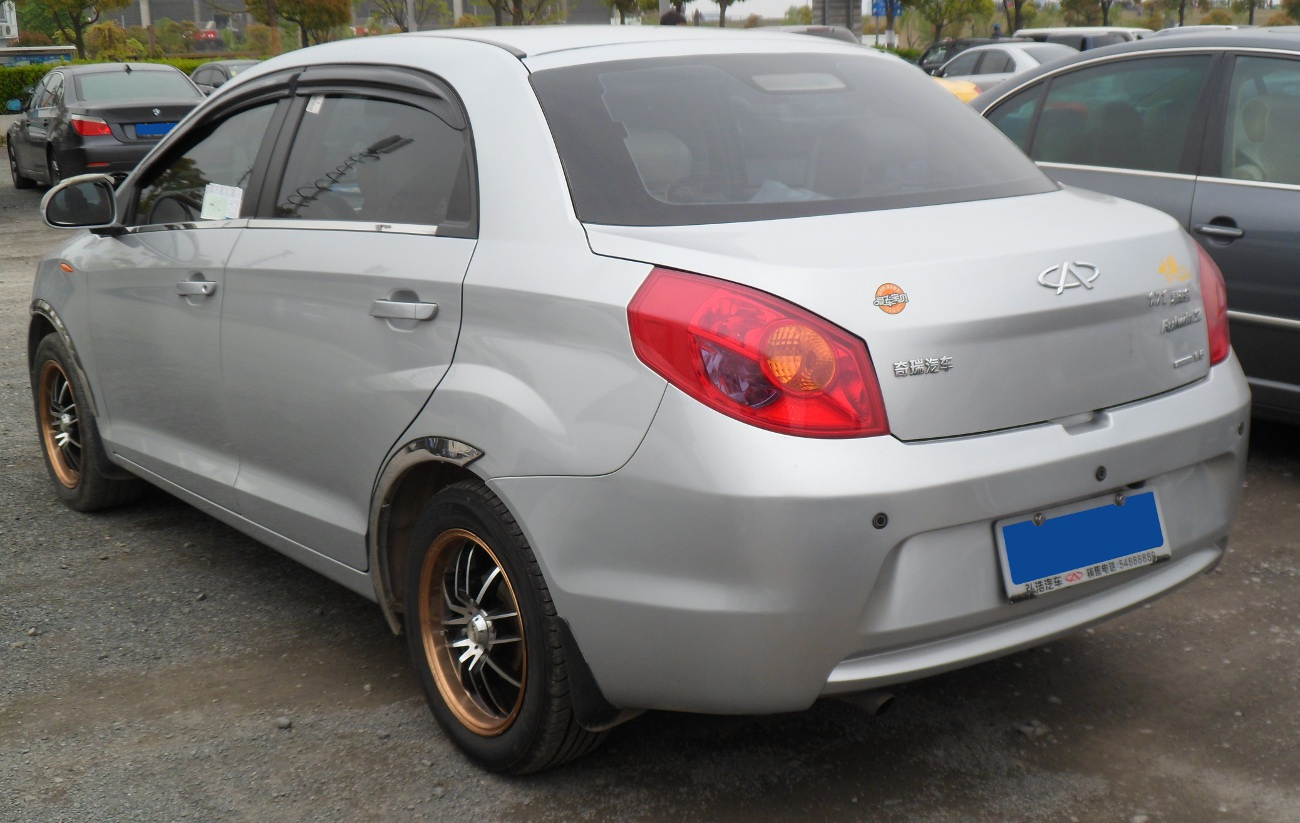
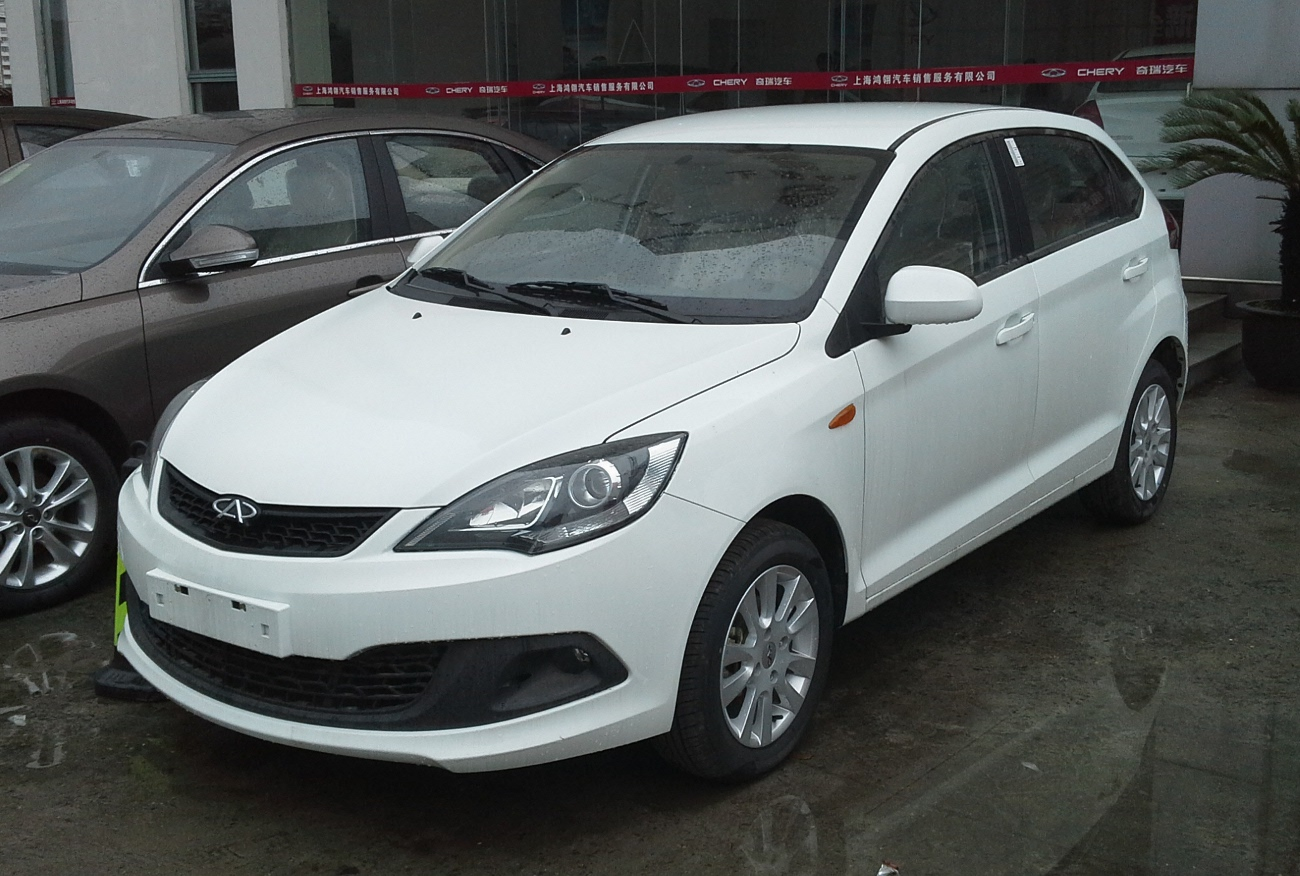
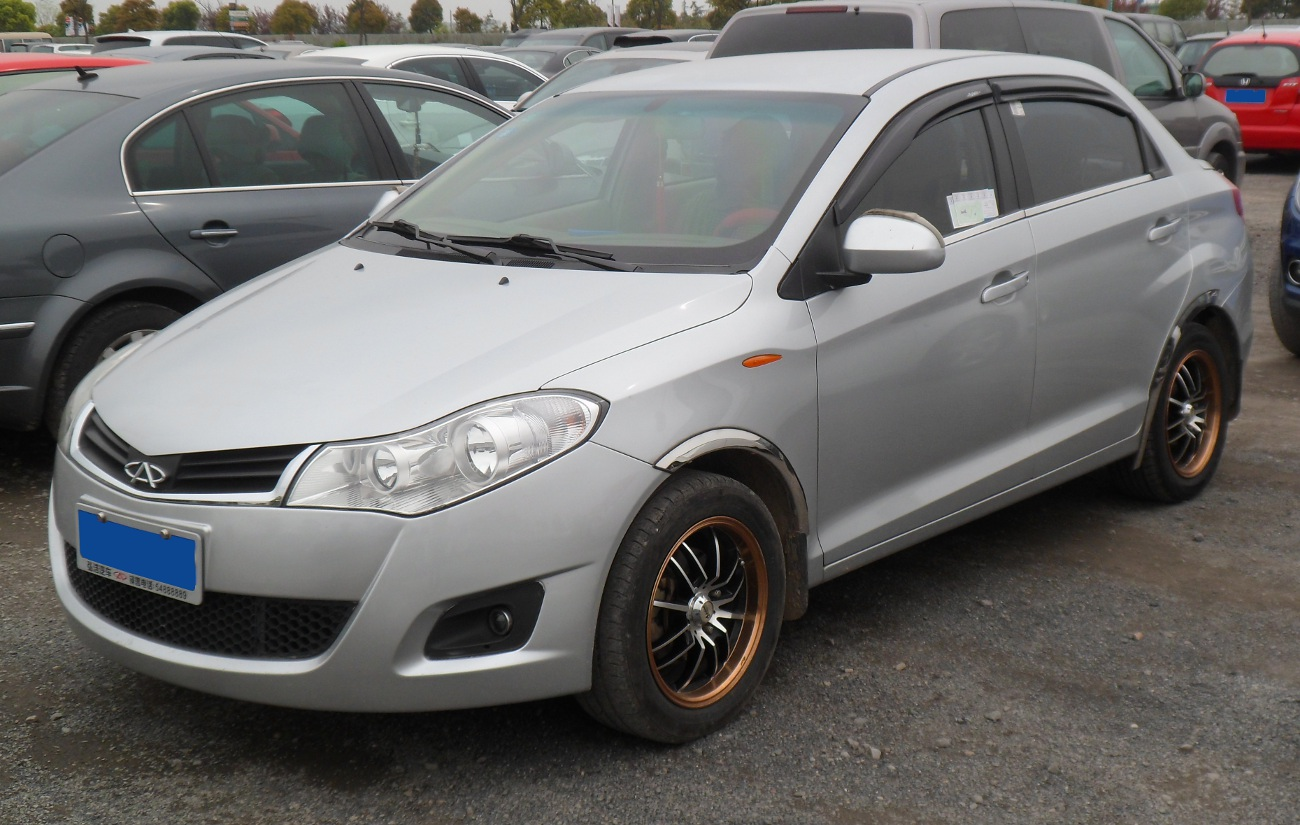
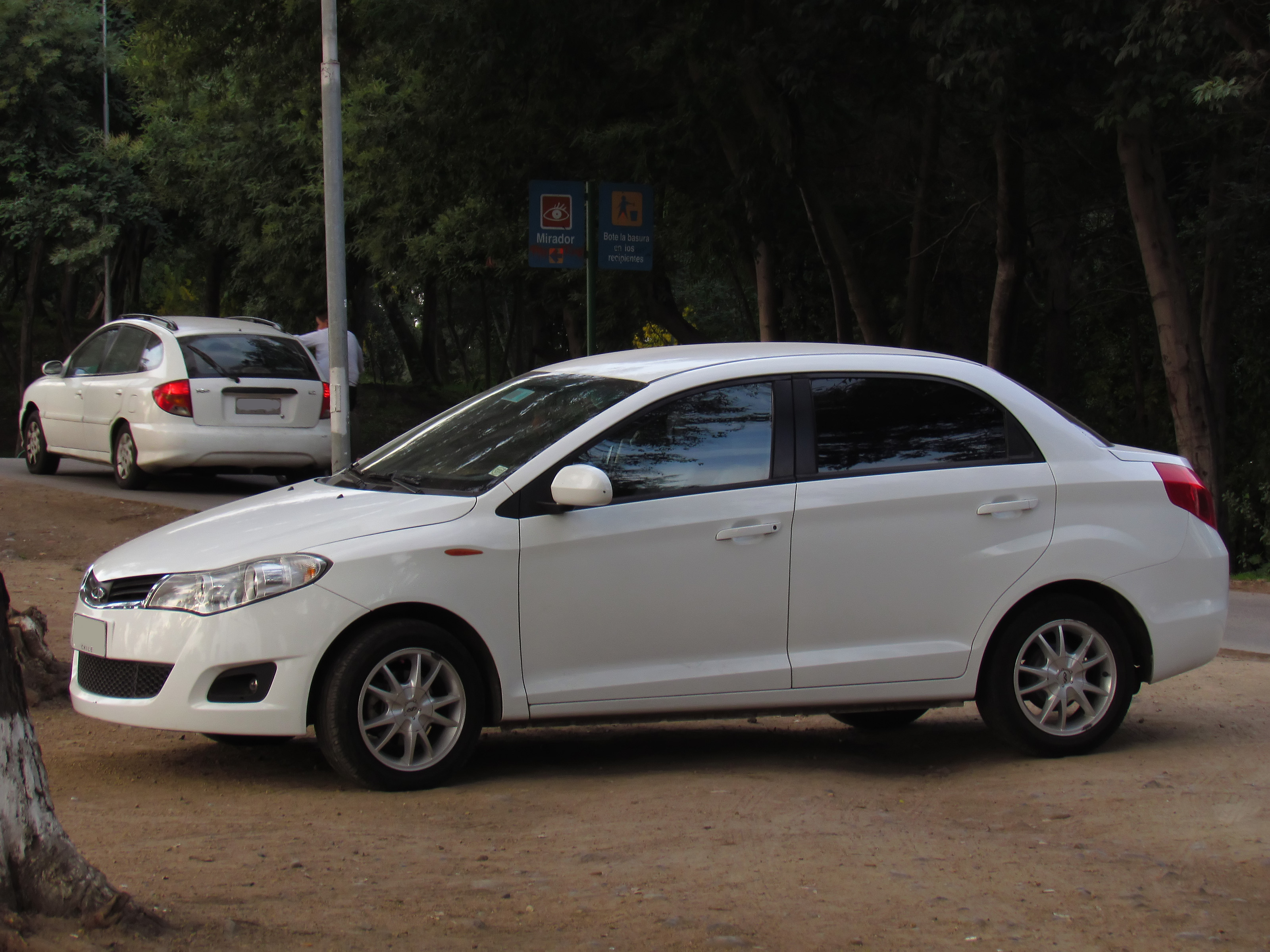
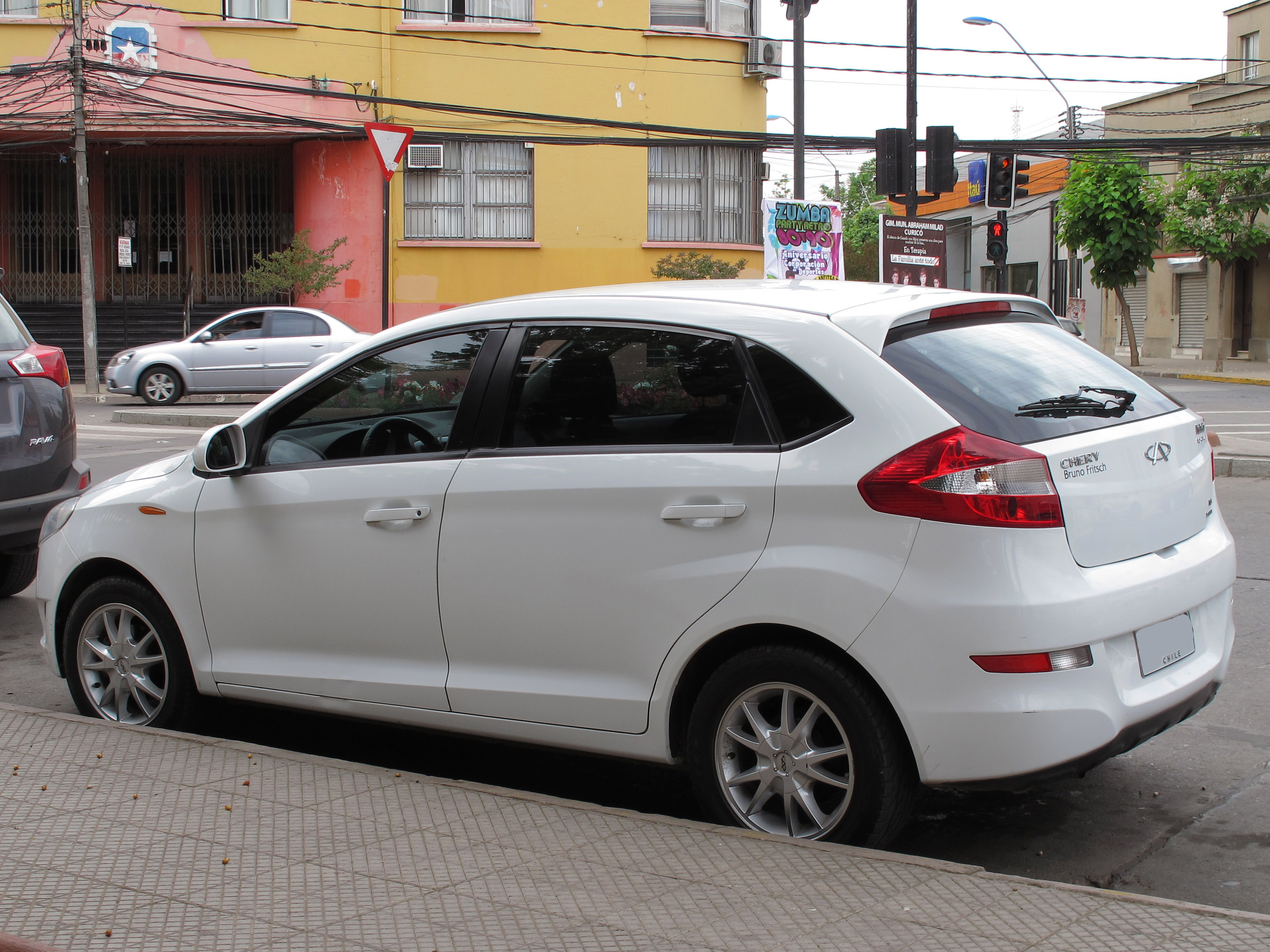
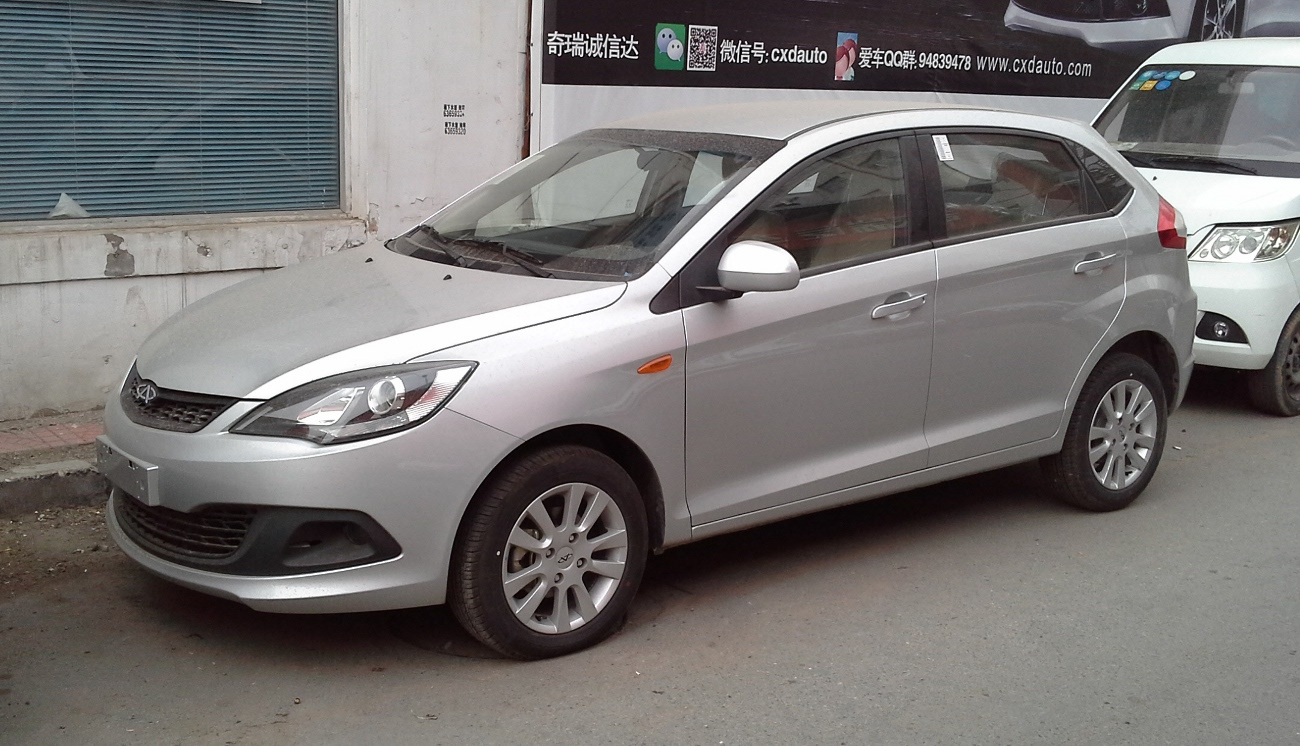